# Linia U5 metra w Wiedniu
Ten artykuł dotyczy przyszłego wydarzenia. Informacje w nim zawarte mogą się zmienić wraz z pojawieniem się nowych faktów, a początkowe doniesienia mogą być niepewne. Ostatnie aktualizacje tego artykułu mogą nie odzwierciedlać najbardziej aktualnych informacji.
Linia U5 metra w Wiedniu – planowana szósta linia wiedeńskiego metra, której budowa rozpoczęła się w 2018 r., otwarcie pierwszego odcinka ma nastąpić w 2025 r., a całej linii w 2027 r. Projekt jest połączony z rozbudową linii U2. Linia ma mieć długość 5 km i 8 stacji. Kolorem linii U5 jest turkusowy.

## Historia
Koncepcje budowy linii U5 istniały od czasu planowania całej sieci metra w Wiedniu na przełomie lat 60. i 70. XX w. Początkowo linia o numerze U5 miała kursować pomiędzy stacjami Meidling Hauptstraße i St. Marx. Wkrótce plany jednak zmieniono, a kolejną koncepcją przebiegu linii U5 było ze stacji Schottentor w kierunku wschodnich dzielnic miasta, lecz również ten pomysł nie doczekał się realizacji (w 2008 r. na tej trasie otwarto przedłużenie istniejącej linii U2). Trzecią koncepcją przebiegu U5 powstałą w 2001 r. była linia zastępująca na odcinku Karlsplatz – Rathaus linię U2 i biegnąca dalej w kierunku północno-zachodnim do dzielnicy Hernals. Ponadto linia U2 miała zostać rozbudowana do stacji Matzleinsdorferplatz i dalej do Wienerberg. Budowy nie rozpoczęto jednak ze względów finansowych. 
Ponownie do projektu budowy linii U5 oraz przebudowy U2 powrócono w ramach IV i V etapu budowy sieci wiedeńskiego metra na lata 2010–2028. W 2014 r. rada miasta Wiednia zatwierdziła projekt przebiegu linii U5, rozbudowy linii U2, a także przebudowy węzła przesiadkowego Rathaus oraz zmiany przebiegu linii tramwajowych w obrębie centrum. Według szacunków, cały projekt ma kosztować 2,4 mld EUR. Pierwszy etap budowy linii U5 (na odcinku Karlsplatz – Frankhplatz) oraz przedłużenia U2 (do stacji Wienerberg) miał się zakończyć do końca 2023 r.  
8 października 2018 r. uroczyście rozpoczęto budowę obu linii. Zmieniono także przewidywany harmonogram oddawania linii do użytku. Pierwsze pociągi na linię U5 mają wyjechać w 2024 r., natomiast cała linia do stacji Elterleinplatz ma być gotowa w 2026 r. Rok później ma nastąpić także otwarcie nowego odcinka linii U2 do Matzleinsdorferplatz, natomiast cała trasa do stacji Wienerberg ma być ukończona w 2028 r. 
W związku z pracami budowlanymi w lecie 2019 r. ma nastąpić wyłączenie linii U2 na odcinku Schottentor – Karlsplatz. Pociągi ponownie na tę trasę mają wrócić jesienią 2021 r., a w czasie pomiędzy otwarciem U5 na tej trasie a wydłużeniem U2 w kierunku południowym obie linie mają kursować po tym odcinku równolegle. 
Budowa tunelu linii U5 jest wykonywana trzema metodami: metodą odkrywkową, za pomocą maszyny drążącej (TBM) oraz za pomocą tzw. nowej metody austriackiej (NATM).
W dalszych planach rozbudowy metra w Wiedniu w bliżej nieokreślonej przyszłości możliwe jest przedłużenie linii U5 w kierunku północno-zachodnim do stacji Hernals lub do Dornbach, a także w kierunku południowo-wschodnim do dzielnicy Favoriten do stacji Gudrunstraße.

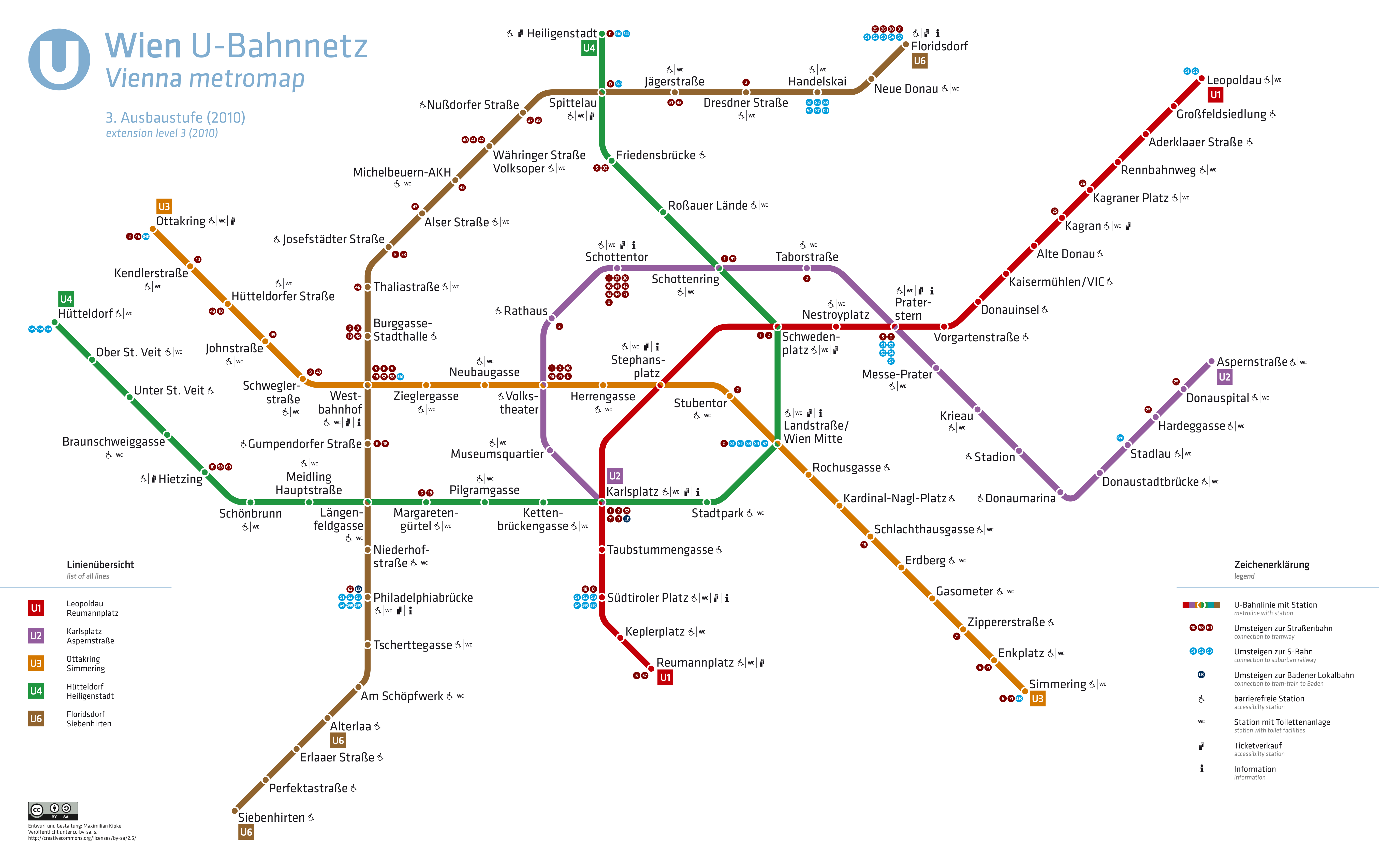
Schemat linii metra w Wiedniu przed rozpoczęciem budowy U5
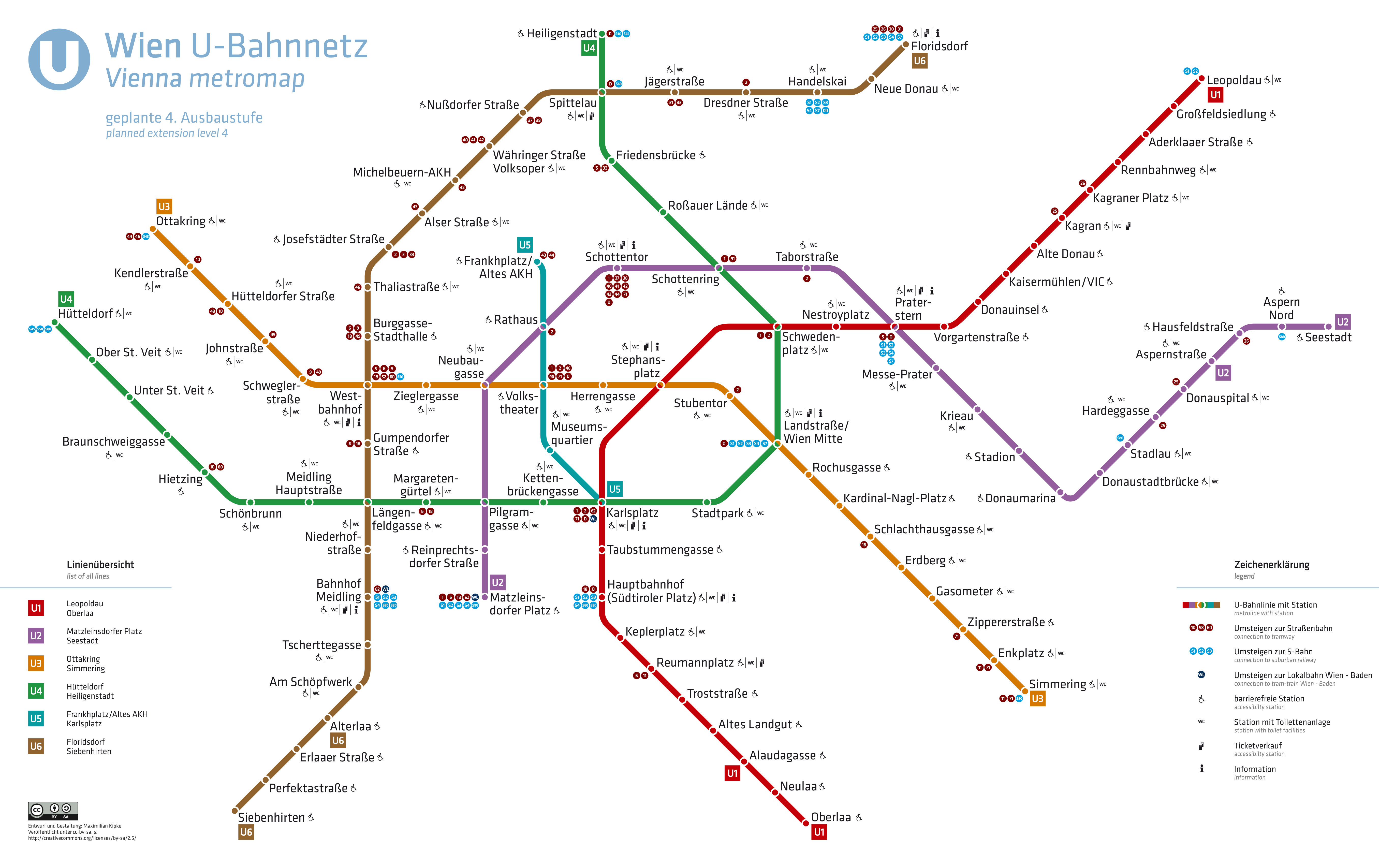
Schemat linii po zakończeniu pierwszej fazy budowy U5
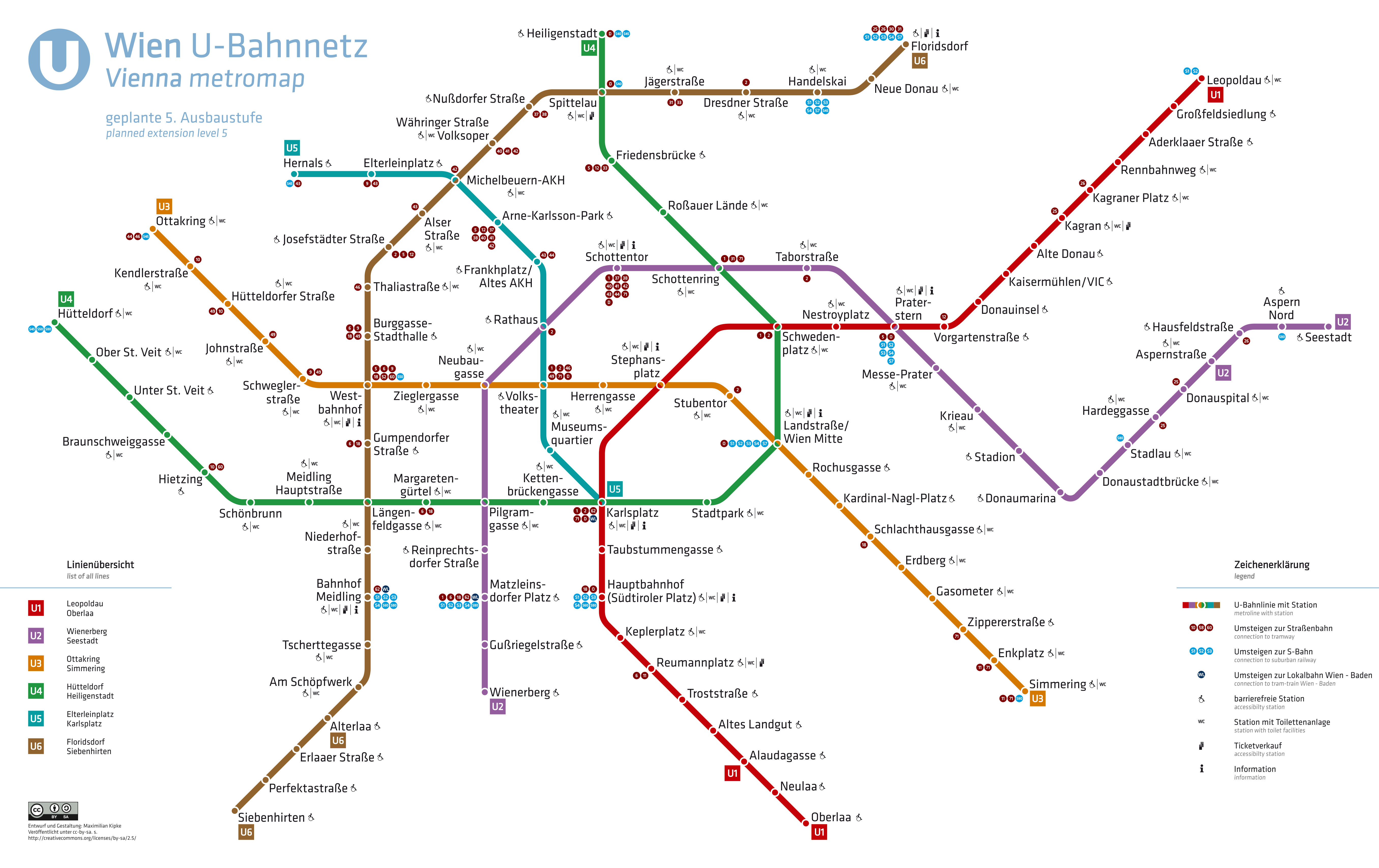
Schemat linii po zakończeniu całości projektu budowy U5 i rozbudowy U2
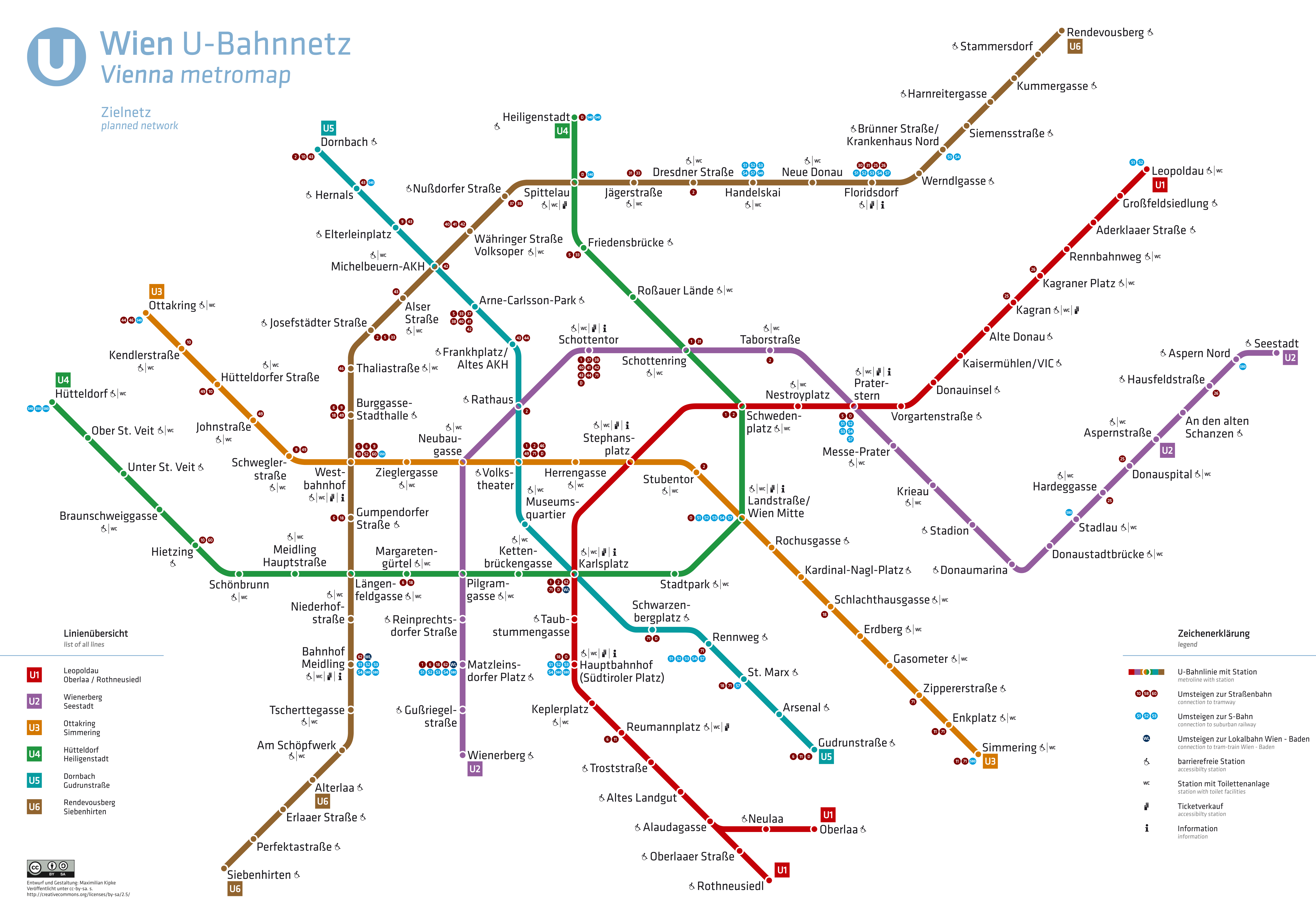
Potencjalny schemat linii metra po kolejnych etapach rozbudowy w dalszej przyszłości

## Przebieg i dane techniczne
Docelowo linia U5 ma składać się z 8 stacji, a jej długość ma wynieść 5 km. Tunele i stacje znajdują się na głębokości 30–35 m pod powierzchnią. Linia będzie połączona z pozostałą siecią metra za pomocą tunelu technicznego pomiędzy stacjami Rathaus (U5) a Schottentor (U2). Podobnie jak w pozostałych liniach wiedeńskiego metra, linia będzie normalnotorowa (rozstaw szyn 1435 mm), a zasilanie prądem stałym 950 V będzie się odbywało za pomocą tzw. trzeciej szyny.
| Nr | Stacja             | Dzielnica                        |
| -- | ------------------ | -------------------------------- |
| 1  | Elterleinplatz     | Hernals (17)                     |
| 2  | Michelbuern-AKH    | Alsergrund (9), Währing (18)     |
| 3  | Arne-Carlsson-Park | Alsergrund (9)                   |
| 4  | Frankhplatz        | Alsergrund (9)                   |
| 5  | Rathaus            | Innere Stadt (1), Josefstadt (8) |
| 6  | Volkstheater       | Innere Stadt (1), Neubau (7)     |
| 7  | Museumsquartier    | Innere Stadt (1), Neubau (7)     |
| 8  | Karlsplatz         | Innere Stadt (1), Wieden (4)     |

Źródło:

### Tabor autonomiczny
Linia U5 będzie pierwszą w wiedeńskim systemie metra linią autonomiczną, tzn. w pociągach metra nie będzie maszynisty. W 2017 r. podpisano umowę pomiędzy Wiener Linien a Siemens Mobility na dostawę w latach 2020–2030 34 nowych pociągów metra (204 wagony) typu X. Kontrakt jest warty 550 mln EUR. Pociągi będą dostosowane do jazdy w trybie manualnym, półautomatycznym (maszynista daje jedynie polecenie odjazdu ze stacji) oraz w pełni automatycznym. W trybie manualnym i półautomatycznym pociągi mają obsługiwać linie U1–U4, zastępując pociągi typu U, natomiast w trybie w pełni autonomicznym na nowej linii U5.